# Bicicletes Monty
Bicicletas Monty és una empresa catalana fundada el 1983 a Esplugues de Llobregat per Pere Pi, històric campió de motociclisme amb gran experiència en el disseny de motocicletes. La companyia, que opera sota la raó social Bicicletas Monty, S.A., es va especialitzar des dels inicis en productes innovadors, amb un focus especial en les bicicletes de la marca comercial Monty i el sector del bicitrial, en el qual ha esdevingut una capdavantera internacional. L'empresa, que ha estat dirigida per Ot Pi, fill de Pere Pi i antic campió del món de biketrial, es va valorar en uns 10 milions d'euros en el moment en què el fundador es va jubilar l'any 2009. Bicicletas Monty va traslladar tota la seva activitat a la seu de BH el 2020, dos anys després d'haver estat adquirida en la seva totalitat pel principal accionista.

## Història

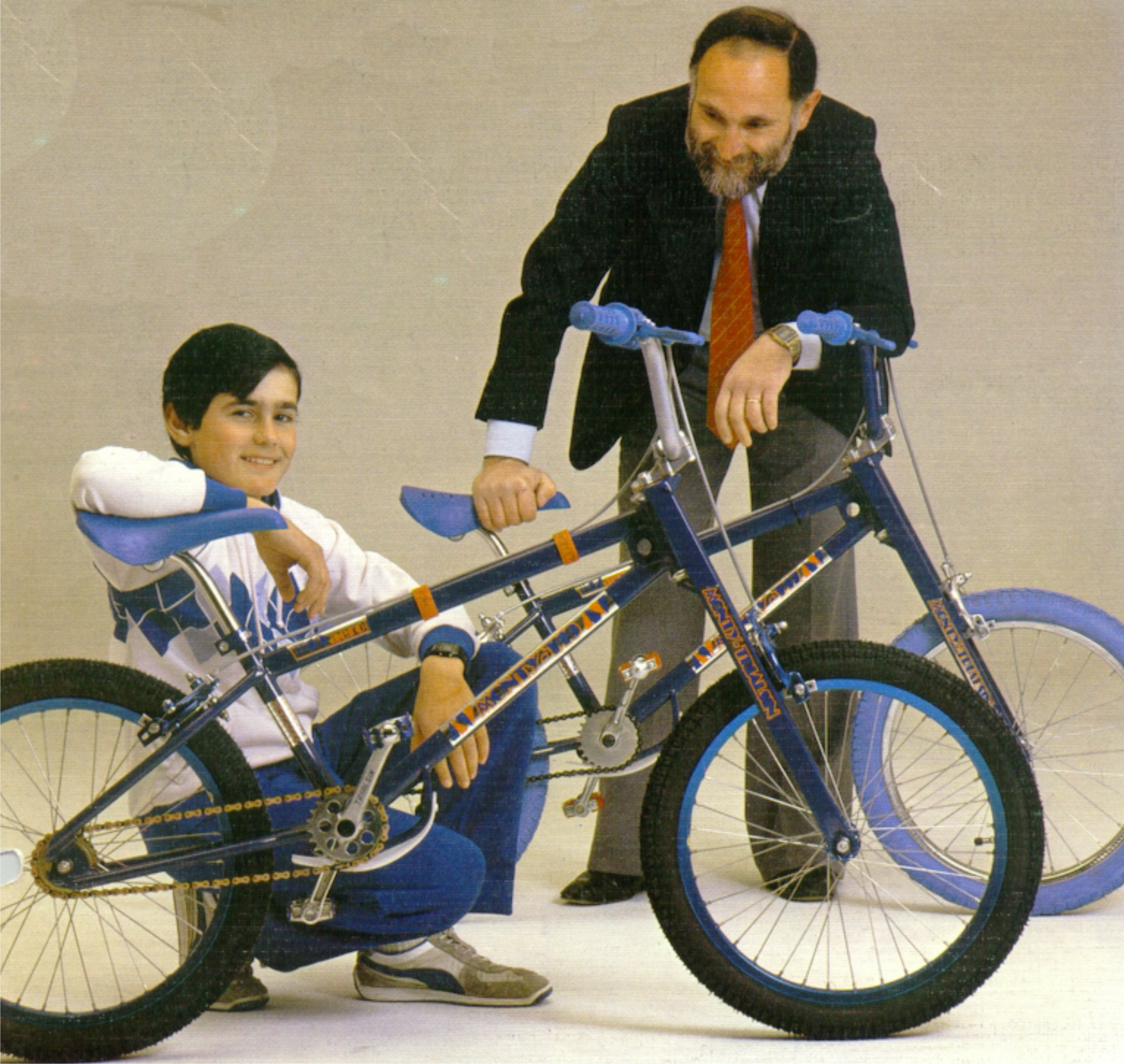
Pere Pi amb el seu fill Ot, al primer pòster de Monty (cap a 1984)

El 22 de setembre de 1983, Montesa presentà suspensió de pagaments i Pere Pi decidí abandonar l'empresa i crear-ne una de pròpia associat amb la seva dona, Maria Isern, dedicada a la fabricació de les bicicletes de trial Montesita. A causa de problemes legals amb els drets de propietat d'aquell model de bicicleta de Montesa, els Pi van començar de zero amb bicicletes redissenyades i una nova marca comercial: Monty. El nou nom era l'adaptació de la manera com els clients angloparlants anomenaven la marca catalana Montesa: The Monte's. Actualment, tant la marca com el logotip estan registrats a la Unió Europea, els EUA, la Xina i Taiwan.
Bicicletas Monty, SL. inicià l'activitat a Esplugues de Llobregat el 12 de desembre de 1983 i va exposar els seus primers productes a la Feria de la Bicicleta de Valladolid, el 1984. El següent certamen on participà l'empresa va ser el Saló de l'Automòbil de Barcelona. L'u de maig de 1984 l'empresa es refundà com a Bicicletas Monty, S.A. arran de l'entrada de BH dins de la societat, amb el 50% de capital.
El 1986, l'empresa es traslladà a un local de 3.600 m² al bell mig d'Esplugues de Llobregat, on va començar a fabricar els seus pripis quadres, forquilles, manillars i tiges, de manera que, tret de la pintura i el cromat, tot el procés de producció i venda era propi. El 1991 l'organització empresarial Sefes atorgà a l'empresa el Premi a la Productivitat, lliurat en persona per Jordi Pujol a Pere Pi en un acte a l'Hotel Ritz de Barcelona. Cap a finals de 1990, Monty inicià el projecte de construcció d'unes noves instal·lacions al polígon "El Pla" de Sant Feliu de Llobregat que culminà el 1992 amb el trasllat definitiu a la nova seu. Cap al 2004, l'empresa habilità una altra nau al mateix polígon per a dedicar-la exclusivament a la producció de bicicletes elèctriques.
Monty ha obtingut diversos reconeixements. El 1998 rebé el Premi al Disseny del Museu Reina Sofia de Madrid per la Monty B-221. Al llibre 100 Best Bikes ("Les 100 millors bicis"), publicat pel San Francisco Chronicle, hi apareixen dues versions d'una bicicleta Monty, concretament la "Kamel XXV" del 2009, tant en la versió de 20 polzades com en la de 26.

## Producció
La base del negoci de Monty ha estat sempre la bicicleta de trial. El primer model que en llançà fou la T-19 de 1983, el qual ha anat evolucionat amb els anys fins a arribar al model estrella actual, la Kamel. Una de les edicions destacades d'aquest model fou la Kamel XXV del 2009, fabricada en sèrie numerada i amb una decoració especial per a celebrar els 25 anys de l'empresa. Gràcies al lleuger alumini emprat, el pes de la Kamel és de tan sols 8,5 quilos. Monty produeix, però, una àmplia gamma de bicicletes i abasta tots aquests sectors:
- Biketrial
- BMX (per a Race i Freestyle)
- Passeig (Trekking)
- Bicicleta de muntanya (Mountain bike i MTB gamma M8)
- Bicicleta plegable (Folding)
- Bicicleta juvenil i infantil (Kids i Children, incloent-hi les anomenades push-bike per als més menuts)
- Bicicleta urbana (City)
- Tricicles
- Bicicleta elèctrica (e-Bike)[26] en els següents formats:
  - Plegables
  - Trekking
  - DPie
  - Tricicle

Monty exporta assíduament a més de 30 països en petites quantitats, donada l'especialització del producte (l'exportació s'ha basat sempre en les bicicletes de trial). Els principals països consumidors són França, Japó, Alemanya, Itàlia i Regne Unit. Des de fa anys, Monty simplement elabora els dissenys de les bicicletes i en munta posteriorment els components que encarrega a diversos fabricants asiàtics, especialment xinesos.

## Innovacions

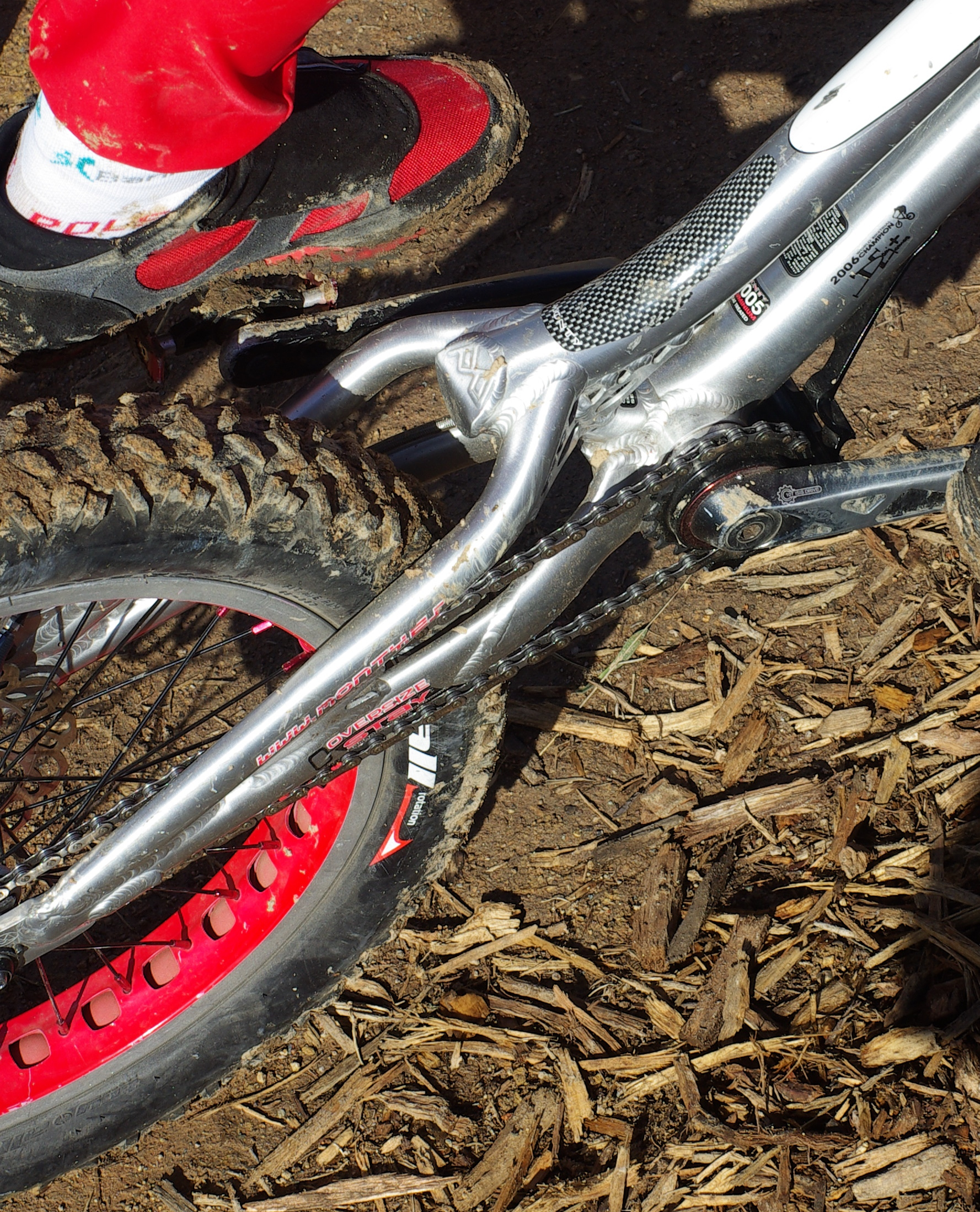
Detall d'una Monty Kamel 221 del 2009, en què s'observa l'absència de selló

Algunes de les innovacions que ha introduït Monty al llarg de la seva història han arribat a esdevenir estàndards arreu del món, com ara per exemple:
- Llandes i pneumàtics de trial de 19"
- Bicicletes de trial sense selló
- Manillars de 31,8 mm de diàmetre
- Bieles de 158 mm
- Plat de 24 dents
- Rodets amb cargol interior "M6"
- Pinyons lliures muntats sobre la biela
- Pinyons "cog" al rodet posterior
- Protectors de plat dentats

## Competició
Quan Monty inicià les seves activitats, el 1983, el bicitrial s'anomenava encara Trialsín (més tard es va rebatejar com a Biketrial). De seguida, els millors especialistes de l'època passaren a pilotar per a la nova marca, hereva directa de les conegudes Montesita. Pilots com ara el mateix Ot Pi, Pep Ribera o Josef Dressler començaren a acumular títols mundials per a la marca, tant de pilots com de fabricants. Al llarg dels anys, per l'equip oficial de Monty hi han passat històrics campions del món com ara César Cañas, Kenny Belaey, Kazuki Terai, Dani Comas i les germanes Mireia i Gemma Abant.
També en BMX Monty ha aconseguit diversos èxits internacionals, molts d'ells a mans de pilots com ara Ot Pi (subcampió del món el 1986), Sergio Díaz (Campió d'Europa el 1987), Ivana Díaz (subcampiona d'Europa el mateix 1987) i David Benito.